# Панайот Хитово
Панайòт Хѝтово е село в Североизточна България, община Омуртаг, област Търговище.

## География
Село Панайот Хитово се намира на около 23 km югозападно от областния център Търговище и около 7 km северозападно от общинския център Омуртаг. Разположено е в източния Предбалкан, в северния край на историко-географската област Сланник, между северното и южното разклонения на язовир Ястребино. Надморската височина във високата западна част на селото е около 460 m и намалява към източния му край до около 430 m, а към южния – до около 390 m.
Общински път от село Росица минава през село Панайот Хитово на изток и води – след разклон, на североизток през село Долна Хубавка до връзка с третокласния републикански път III-409, а на югоизток до връзка с първокласния републикански път I-4 (съвпадащ с европейски път Е772).
Землището на село Панайот Хитово граничи със землищата на: село Трескавец на север; село Долна Хубавка на североизток и изток; село Камбурово на юг; село Изворово на юг; село Росица на запад.
В землището на село Панайот Хитово попадат на север и юг части от територията на язовир Ястребино.
Населението на село Панайот Хитово, наброявало 962 души при преброяването към 1934 г. и 1037 към 1946 г., намалява до 475 към 1992 г. и 238 (по текущата демографска статистика за населението) към 2020 г.
При преброяването на населението към 1 февруари 2011 г., от обща численост 279 лица, за 19 лица е посочена принадлежност към „българска“ етническа група, за 259 към „турска“ и за принадлежност към „ромска“ не са посочени данни.

## История
През 1934 г. селото с дотогавашно име Айляз Каралар е преименувано на Панайот Хитово.
Училището в село Панайот Хитово (тогава – Айляз Каралар) е открито през 1921 г. като начално училище. От 1934 г. е именувано „Васил Левски“.. Едновременно с него в селото действа и частно турско начално училище, което през 1947 г. е преобразувано в държавно. От есента на 1953 г. то става основно, отначало с непълна, а след това и с пълна прогимназия. В нея учат и деца от съседните села Росица, Долна Хубавка и Камбурово. За нуждите на тези ученици през 1957 г. е разкрито общежитие в частна къща. През есента на 1959 г. турското основно училище се слива с българското Начално училище „Георги Бенковски“ в Основно училище „Васил Левски“ – село Панайот Хитово. Нова училищна сграда е открита официално на 15 септември 1965 г. Приблизително тогава започва да намалява броят на учениците от началната образователна степен. През 1997 г. основното училище „Васил Левски“ се преобразува в начално и функционира със слети паралелки. От 1 юли 2007 г. училището е закрито.
Читалището в селото е основано през 1929 г. До 1944 г. то се помещава в една от класните стаи на училището.
Трудово кооперативно земеделско стопанство (ТКЗС) в село Панайот Хитово се създава през 1958 г., а от следващата година влиза в състава на Обединеното трудово кооперативно земеделско стопанство (ОТКЗС) – село Изворово.